# Harald Paetz
Harald Johan Caspar Paetz (5. september 1837 i København – 21. november 1895 sammesteds) var en dansk skuespiller og fotograf, gift med skuespilleren Julie Paetz.
Han var søn af malermester Peter Felix Paetz (1810-1890) og ægtede 29. april 1864 Juliane (kaldet Julie) Smith. Han var kongelig skuespiller, men da han var utilfreds med sin stilling ved Det Kongelige Teater, forlod han sommeren 1865 teateret, fulgt af sin hustru, og 2. august 1865 bevilgedes begges afsked. Siden levede han som fotograf og blev kongelig hoffotograf, hvilket han var indtil sin død 1895.
Sønnen Harry Paetz (1870-1932) videreførte forretningen.